# テイラー・ハックフォード
テイラー・ハックフォード（Taylor Hackford、1944年12月31日 - ）は、アメリカ合衆国の映画監督・映画プロデューサー。全米監督協会元会長（2009年 - 2013年）。

## 経歴
1944年、カリフォルニア州サンタバーバラ出身。南カリフォルニア大学で国際関係学と経済学を学び、1968年に卒業した後は平和部隊のボランティアでボリビアに滞在する。ここで初めて8mmカメラを手にし、自分にはこちらのほうが向いていると判断し、ロサンゼルスの独立系テレビ局KCET-TVに入社する。
1973年に詩人チャールズ・ブコウスキーをモチーフにしたドキュメンタリー『Bukowski』を監督。1978年には短編映画『Teenage Father』を制作し、アカデミー短編映画賞を受賞。1982年の『愛と青春の旅だち』が絶賛され、興行収入は1億2千ドルに達し、総売上は2014年までに3億ドルを超える。
2004年には『Ray/レイ』でアカデミー作品賞、アカデミー監督賞にノミネートされ、主演のジェイミー・フォックスがアカデミー主演男優賞を受賞した。

### 私生活
1985年『ホワイトナイツ/白夜』のオーディション女優ヘレン・ミレンと知り合い、12年後の1997年に結婚した。

## 主な監督作品
- 愛と青春の旅だち An Officer and a Gentleman（1982）
- カリブの熱い夜 Against All Odds（1984）
- ホワイトナイツ/白夜 White　Nights（1985）
- チャック・ベリー/ヘイル・ヘイル・ロックンロール Chuck Berry Hail! Hail! Rock 'n' Roll（1985）
- 熱き愛に時は流れて When I Fall in Love Everybody's All-American（1988）
- ブラッド・イン ブラッド・アウト Blood in Blood Out（1993）
- 黙秘 Dolores Claiborne（1995）
- ディアボロス/悪魔の扉 The Devil's Advocate（1997）
- プルーフ・オブ・ライフ Proof of Life（2000）
- Ray/レイ Ray（2004）
- ラブ・ランチ 欲望のナイトクラブ Love Ranch（2010）
- PARKER/パーカー Parker（2013）